# Freestyle-Skiing-Weltmeisterschaften 1986
Die 1. Freestyle-Skiing-Weltmeisterschaften fanden vom 2. bis 6. Februar 1986 im französischen Wintersportort Tignes statt. Es wurden dabei Medaillen für Frauen und Männer in jeweils vier Disziplinen vergeben.

## Männer

### Aerials
| Platz | Land | Sportler             |
| ----- | ---- | -------------------- |
| 1     | CAN  | Lloyd Langlois       |
| 2     | CAN  | Yves Laroche         |
| 3     | FRA  | Jean-Marc Bacquin    |
| 4     | FRA  | Didier Méda          |
| 5     | CAN  | Alain Laroche        |
| 6     | FRA  | Éric Laboureix       |
| 7     | GBR  | Michael Whealey      |
| 8     | CAN  | Chris Simboli        |
| 9     | AUT  | Thomas Überall       |
| 10    | SUI  | Andreas Schönbächler |

Datum: 4. Februar 1986

### Moguls
| Platz | Land | Sportler          |
| ----- | ---- | ----------------- |
| 1     | FRA  | Éric Berthon      |
| 2     | SUI  | Petsch Moser      |
| 3     | FIN  | Martti Kellokumpu |
| 4     | USA  | Steve Desovich    |
| 5     | SWE  | Lasse Fahlén      |
| 6     | USA  | Nelson Carmichael |
| 7     | ITA  | Mauro Mottini     |
| 8     | FRA  | Philippe Deiber   |
| 9     | FRA  | Bruno Bertrand    |
| 10    | FRA  | John Witt         |

Datum: 2. Februar 1986

### Ballett
| Platz | Land | Sportler           |
| ----- | ---- | ------------------ |
| 1     | BRD  | Richard Schabl     |
| 2     | USA  | Lane Spina         |
| 3     | BRD  | Georg Fürmeier     |
| 4     | USA  | Seth Goldsmith     |
| 5     | CAN  | Dave Walker        |
| 6     | BRD  | Hermann Reitberger |
| 7     | CAN  | Alain Laroche      |
| 8     | CAN  | Richard Pierce     |
| 9     | ITA  | Roberto Franco     |
| 10    | FRA  | Daniel Lafarge     |

Datum: 6. Februar 1986

### Kombination
| Platz | Land | Sportler          | Punkte |
| ----- | ---- | ----------------- | ------ |
| 1     | CAN  | Alain Laroche     | 33.00  |
| 2     | USA  | John Witt         | 43.00  |
| 3     | FRA  | Éric Laboureix    | 57.00  |
| 4     | CAN  | Murray Cluff      | 65.00  |
| 5     | CAN  | Chris Simboli     | 68.00  |
| 6     | GBR  | Robin Wallace     | 76.00  |
| 7     | FIN  | Tero Turunen      | 78.00  |
| 8     | GBR  | Michael Whealey   | 84.00  |
| 9     | AUT  | Hugo Bonatti      | 98.00  |
| 10    | JPN  | Masahito Tsunokai | 100.00 |

Datum: 6. Februar 1986

## Frauen

### Aerials
| Platz | Land | Sportlerin        |
| ----- | ---- | ----------------- |
| 1     | USA  | Maria Quintana    |
| 2     | SWE  | Carin Hernskog    |
| 3     | CAN  | Meredith Gardner  |
| 4     | CAN  | Anna Fraser       |
| 5     | USA  | Dorene Bourque    |
| 6     | GBR  | Jilly Curry       |
| 7     | JPN  | Hiroko Fujii      |
| 8     | FRA  | Catherine Lombard |
| 9     | SUI  | Conny Kissling    |
| 10    | SWE  | Susanna Antonsson |

Datum: 4. Februar 1986

### Moguls
| Platz | Land | Sportlerin           |
| ----- | ---- | -------------------- |
| 1     | USA  | Mary Jo Tiampo       |
| 2     | USA  | Hayley Wolff         |
| 3     | ITA  | Silvia Marciandi     |
| 4     | BRD  | Tatjana Mittermayer  |
| 5     | SUI  | Conny Kissling       |
| 6     | USA  | Hilary Engisch       |
| 7     | SUI  | Aurore Champion      |
| 8     | FRA  | Catherine Frarier    |
| 9     | NOR  | Stine Lise Hattestad |
| 10    | USA  | Melanie Palenik      |

Datum: 2. Februar 1986

### Ballett
| Platz | Land | Sportlerin           |
| ----- | ---- | -------------------- |
| 1     | USA  | Jan Bucher           |
| 2     | FRA  | Christine Rossi      |
| 3     | CAN  | Lucie Barma          |
| 4     | SUI  | Conny Kissling       |
| 5     | USA  | Ellen Breen          |
| 6     | CAN  | Anna Fraser          |
| 7     | SUI  | Helene Bernet        |
| 8     | BRD  | Ingrid Eigner        |
| 9     | FRA  | Nadège Ferrier       |
| 10    | NOR  | Stine Lise Hattestad |

Datum: 6. Februar 1986

### Kombination
| Platz | Land | Sportlerin        | Punkte |
| ----- | ---- | ----------------- | ------ |
| 1     | SUI  | Conny Kissling    | 18.00  |
| 2     | CAN  | Anna Fraser       | 32.00  |
| 3     | ITA  | Silvia Marciandi  | 38.00  |
| 4     | CAN  | Meredith Gardner  | 39.00  |
| 5     | GBR  | Jilly Curry       | 46.00  |
| 6     | SUI  | Brigitte de Roche | 52.00  |

Datum: 6. Februar 1986

## Medaillenspiegel
| Platz | Land               | Gold | Silber | Bronze | Gesamt |
| ----- | ------------------ | ---- | ------ | ------ | ------ |
| 1     | Vereinigte Staaten | 3    | 3      | –      | 6      |
| 2     | Kanada             | 2    | 2      | 2      | 6      |
| 3     | Frankreich         | 1    | 1      | 2      | 4      |
| 4     | Schweiz            | 1    | 1      | –      | 2      |
| 5     | BR Deutschland     | 1    | –      | 1      | 2      |
| 6     | Italien            | –    | –      | 2      | 2      |
| 7     | Finnland           | –    | –      | 1      | 1      |